# FUTURO
FUTURO（フトゥーロ）は、東京都府中市を本拠地とするフットサルチームである。

## 概要
前身と言える府中水元クラブで第2回全日本フットサル選手権を優勝し、第4回・第5回と同全日本フットサル選手権を2大会連続優勝した上村信之介、小野大輔 (フットサル選手)が中心となって2001年2月に結成。チーム名はポルトガル語で「未来」を意味する「FUTURO」（フトゥーロ）。「フットサルの未来のために頑張っていこう」と言う思いで付けられた。
現在関東リーグで戦っている。

## 成績(当年度含む)
| 年度 | 所属    | 所属    | 順位 | 勝点 | 試合 | 勝 | 分 | 敗 | 得点 | 失点 | 得失 |
| ---- | ------- | ------- | ---- | ---- | ---- | -- | -- | -- | ---- | ---- | ---- |
| 2001 |         |         |      |      |      |    |    |    |      |      |      |
| 2002 |         |         |      |      |      |    |    |    |      |      |      |
| 2003 | 関東    | 関東    | 10位 | 10   | 11   | 3  | 1  | 7  | 34   | 49   | -15  |
| 2004 | 関東    | 関東    | 9位  | 11   | 11   | 3  | 2  | 6  | 35   | 45   | -10  |
| 2005 | 関東    | 1st     | 5位  | 18   | 11   | 6  | 0  | 5  | 48   | 36   | 12   |
| 2005 | 関東    | 2nd上位 | 6位  | 2    | 5    | 0  | 2  | 3  | 12   | 24   | -12  |
| 2006 | 関東    | 1st     | 10位 | 8    | 11   | 2  | 2  | 7  | 27   | 40   | -13  |
| 2006 | 関東    | 2nd下位 | 5位  | 5    | 5    | 1  | 2  | 2  | 10   | 11   | -1   |
| 2007 | 関東1部 | 関東1部 | 5位  | 17   | 14   | 4  | 5  | 5  | 46   | 49   | -3   |
| 2008 | 関東1部 | 関東1部 | 7位  | 12   | 14   | 3  | 3  | 8  | 35   | 45   | -10  |
| 2009 | 関東1部 | 関東1部 | 8位  | 10   | 14   | 3  | 1  | 10 | 32   | 52   | -20  |
| 2010 | 関東2部 | 関東2部 | 4位  | 18   | 11   | 5  | 3  | 3  | 34   | 32   | 2    |
| 2011 | 関東2部 | 関東2部 | 6位  | 16   | 11   | 5  | 1  | 5  | 37   | 33   | 4    |
| 2012 | 関東2部 | 関東2部 | 10位 | 10   | 11   | 3  | 1  | 7  | 33   | 43   | -10  |
| 2013 | 関東2部 | 関東2部 | 8位  | 13   | 11   | 4  | 1  | 6  | 31   | 30   | 1    |
| 2014 | 関東2部 | 関東2部 | 3位  | 25   | 11   | 8  | 1  | 2  | 44   | 25   | 19   |

## 現役所属
2021年度（2020.09.26更新）

### 監督・スタッフ
- 中野光彦（ 日本、監督）
- 曽根政継（ 日本、トレーナー）

### 選手
- 1 本間謙悟（ 日本、ゴレイロ）
- 2 青木雄介（ 日本、ピヴォ）
- 5 船越弘幸（ 日本、アラ）
- 7 小野寺良輔（ 日本、アラ）
- 8 萩原佳孝 （ 日本、アラ）
- 10 名塚直博（ 日本、アラ）
- 11 上村信之介（ 日本、アラ）

- 14 上村周一郎（ 日本、アラ）
- 15 粟野暦（ 日本、アラ）
- 16 信濃啓象（ 日本、アラ）
- 18 湯本瞬（ 日本、アラ）
- 19 日向仁（ 日本、アラ）
- 21 井口友博（ 日本、ピヴォ）
- 24 高梨晃一（ 日本、アラ）
- 25 佐久間紀成（ 日本、アラ）

## 歴代所属

### 監督・スタッフ
- 網野龍夫（ 日本、監督）
- 松村栄寿（ 日本、監督）
- 川口康宏（ 日本、トレーナー）

### 選手
- 1 大平優紀（ 日本、ゴレイロ）
- 1 伊藤喜彰（ 日本、ゴレイロ）
- 1 田畑篤志（ 日本、ゴレイロ）
- 2 小野大輔 (フットサル選手)（ 日本、ピヴォ）
- 3 景山純一（ 日本、アラ）
- 3 上條央行（ 日本、フィクソ）
- 4 渡辺英郎（ 日本、アラ）
- 6 難波田治（ 日本、フィクソ）
- 6 渡辺淳一（ 日本、アラ）
- 7 中村克史（ 日本、ピヴォ）
- 8 木下裕司（ 日本、フィクソ）
- 9 北野謙一 （ 日本、ピヴォ）
- 10 長野正範（ 日本、ピヴォ）
- 12 大黒章太郎（ 日本、ゴレイロ）
- 12 小又裕幸（ 日本、アラ）
- 12 大柴和正（ 日本、ピヴォ）
- 13 歳森弘一郎（ 日本、フィクソ）
- 13 惣卜清光（ 日本、ゴレイロ）
- 14 松田大次郎（ 日本、フィクソ）
- 15 阿部修（ 日本、アラ）
- 15 濱野真吾（ 日本、アラ）
- 16 上村直（ 日本、アラ）
- 16 上野皓平（ 日本、アラ）
- 17 工信彦（ 日本、ゴレイロ）
- 17 野田正一（ 日本、ゴレイロ）
- 18 勝亦祐介（ 日本、アラ）
- 19 小田野直規（ 日本、アラ）
- 20 塩雄太（ 日本、ゴレイロ）
- 20 石川彰人（ 日本、ゴレイロ）
- 21 蔀誠（ 日本、ピヴォ）
- 21 吉野崇史（ 日本、アラ）
- 21 島崎了誌（ 日本、ピヴォ）
- 22 小竹洋一（ 日本、ピヴォ）
- 23 石関聖（ 日本、アラ）
- XX 石黒裕二（ 日本、アラ）
- XX 山崎知也（ 日本、フィクソ）
- XX 太田薫（ 日本、アラ）
- XX 杠一樹（ 日本、アラ）
- XX 鵜飼孝（ 日本、アラ）
- XX 岩本一樹（ 日本、FP）
- XX 高橋寛之（ 日本、FP）
- XX 三海敬二（ 日本、FP）
- XX 小阪晃寛（ 日本、ゴレイロ）
- XX 岩瀬嘉宏（ 日本、FP）
- XX 金子隆一（ 日本、FP）

## ユニフォーム

### クラブカラー
緑

### ユニフォームスポンサー
| 提出個所 | スポンサー名 | 表記 | 提出年 | 備考 |
| -------- | ------------ | ---- | ------ | ---- |
| 胸       |              |      |        |      |
| 背       |              |      |        |      |
| 袖       |              |      |        |      |
| 肩       |              |      |        |      |
| パンツ   |              |      |        |      |